# Vange Leonel
Maria Evangelina «Vange» Leonel Gandolfo (São Paulo, 4 de mayo de 1963-São Paulo, 14 de julio de 2014) fue una cantante, compositora, periodista, novelista, dramaturga, activista feminista y LGTB brasileña. Famosa por su trabajo con la banda de pospunk, ya desaparecida, Nau.

## Biografía
Vange Leonel nació en São Paulo en 1963. Bisnieta del político brasileño y soldado Ataliba Leonel y prima del músico Nando Reis (conocido por su trabajo con Titãs), sus primeras incursiones musicales fueron con la banda de post-punk Nau, que fue establecida en 1985. Nau lanzó un álbum homónimo a través de CBS y participó en la compilación Não São Paulo, vol. 2, lanzado por Baratos Afins; sin embargo, se disolvió en 1989 y Vange siguió con su carrera como solista.

## Discografía

### Con Nau
- Nau (1987)

### Solo
- Vange (1991)
- Vermelho (1996)

### Compilación
- Não São Paulo, Vol. 2 (1987 — con Nau)

Presentando la canción "Madame Oráculo" y "Sofro"
- The Sexual Life of the Savages (2005 — con Nau)

Presentando la canción "Madame Oráculo"